# روژه فئوتمبا
روژه فئوتمبا (فرانسوی: Roger Feutmba‎؛ زادهٔ ۳۱ اکتبر ۱۹۶۸) بازیکن فوتبال اهل کامرون بود.
از باشگاه‌هایی که در آن بازی کرده‌است می‌توان به باشگاه فوتبال ماملودی سانداونز و باشگاه فوتبال کورتریک اشاره کرد.
وی همچنین در تیم ملی فوتبال کامرون بازی کرده‌است.